# La respuesta (programa de televisión)
La respuesta fue un programa informativo de televisión, emitido por la cadena Antena 3 en la temporada 2003-2004.

## Formato
Espacio sucesor de El primer café, de análogo contenido, se trataba de un informativo matinal, en el que combinaban noticias, entrevistas a personajes de relevancia y una mesa de debate político.

## Historia del programa
Inició sus emisiones el 1 de septiembre de 2003, bajo dirección y presentación del periodista Javier González Ferrari, presidente de Onda Cero. Ferrari causó baja por enfermedad a mitad de temporada, siendo sustituido, durante unos días por Carmen Gurruchaga, y desde el 1 de marzo de 2004, por Pedro Piqueras, cuando la cuota de pantalla había descendido al 10% frente a programas competidores de formato similar en otras cadenas, como Los desayunos de TVE en Televisión española y La mirada crítica en Telecinco.
Sin embargo, el nombramiento de Piqueras como director de Radio Nacional de España hizo que abandonase el programa el 30 de abril del mismo año, tras haberlo conducido durante tan solo dos meses. Desde el 3 de mayo y hasta su cancelación definitiva, el programa fue presentado por Antonio Pérez Henares y Roberto Arce.

## Contertulios
Participaban en la tertulia política, entre otros, los siguientes periodistas:
| - Carmen Gurruchaga - José María Calleja - Carlos Herrera - Hermann Tertsch | - Nativel Preciado - Pilar Cernuda - Ángel Expósito - Julián Lago |

## Invitados
Fueron entrevistados decenas de políticos de relevancia en el panorama español. Entre otros:
- Ana Palacio, Ministra de Asuntos Exteriores.
- Federico Trillo, Ministro de Defensa.
- Marcelino Iglesias, Presidente de Aragón.
- Alberto Ruiz-Gallardón, alcalde de Madrid.
- Esperanza Aguirre, Presidenta de la Comunidad de Madrid.
- Mariano Rajoy, Vicepresidente Primero del Gobierno.
- Pasqual Maragall, Presidente de la Generalidad de Cataluña.
- Jordi Pujol, expresidente de la Generalidad de Cataluña.
- Carme Chacón, Portavoz del PSOE en el Congreso de los Diputados.
- Ángel Acebes, Ministro del Interior.